# Kamienica przy ulicy Wita Stwosza 3 w Katowicach
Kamienica przy ulicy Wita Stwosza 3 w Katowicach – zabytkowa kamienica, położona przy ulicy Wita Stwosza 3 w Katowicach, w dzielnicy Śródmieście. Została oddana do użytku w 1910 roku w stylu wczesnego modernizmu z elementami secesji, a zaprojektował ją prawdopodobnie Hugo Weissenberg.

## Historia
Kamienica została wzniesiona w 1910 roku, a zaprojektował ją prawdopodobnie Hugo Weissenberg w 1908 roku. Początkowo kamienica ta miała funkcje mieszkalne, z biegiem czasu zaś została przekształcona w budynek biurowy. W 1935 roku właścicielem kamienicy był S. Chohermann, a zamieszkiwały ją wówczas m.in. rodziny urzędników, kupców, dyrektora, lekarza, adwokata i inżyniera. Działała tu wówczas także firma „Polrat”.
31 maja 1995 roku została wpisana do rejestru zabytków. Wówczas to kamienica należała do Edgara Hiltona. W czerwcu 2011 roku została poddana generalnej renowacji i modernizacji, w ramach której m.in. zmodernizowano systemy instalacji. Pod koniec 2013 roku ówczesny właściciel kamienicy – spółka Polimex-Mostostal sprzedała kamienicę spółce Molina za cenę 7,38 mln złotych. W kamienicy tej znajdowały się biura Polimexu.
Pod koniec sierpnia 2022 roku w systemie REGON zarejestrowane były trzy przedsiębiorstwa z siedzibą przy ulicy Wita Stwosza 3, w tym wspólnota mieszkaniowa. Ponadto działały w tym czasie m.in. hostel i firma szkoleniowa.

## Charakterystyka
Kamienica położona jest przy ulicy Wita Stwosza 3 w dzielnicy Śródmieście. Znajduje się ona w zwartym kwartale zabudowy, w zachodniej pierzei ulicy Wita Stwosza, w sąsiedztwie placu Andrzeja. Od strony podwórka znajduje się niewielkie patio ograniczone murowanym ogrodzeniem.
Kamienica wybudowana została na planie prostokąta w stylu wczesnego modernizmu z elementami secesji. Kamienica jest konstrukcji murowanej z elementami żelbetowymi. Pokryta jest ona dachem dwuspadowym pokrytym dachówką ceramiczną. Powierzchnia użytkowa kamienicy wynosi 1817 m², powierzchnia zabudowy zaś 340 m². Ma ona sześć kondygnacji nadziemnych i podpiwniczenie.
Fasada kamienicy jest tynkowana, w strefie parteru zaś ściany są licowane okładziną z cegły klinkierowej o wątku główkowym. Fasada jest niesymetryczna, na parterze ośmioosiowa, na wyższych piętrach zaś siedmioosiowa. Centralne osie elewacji wyróżniają się zmienną szerokością i zwieńczone są trójkątnym szczytem. Okna w fasadzie są prostokątne, z wyjątkiem okna w trzeciej osi od strony południowej na parterze, które jest zamknięte łukiem odcinkowym.
W drugiej osi fasady od południa znajduje się charakterystyczny trójboczny wykusz sięgający od pierwszej do trzeciej kondygnacji i zwieńczony balkonem. Od strony północnej, na drugiej, trzeciej i czwartej kondygnacji znajdują się loggie.
Ozdobnym elementem fasady jest fronton w skrajnej osi północnej, z secesyjną dekoracją sztukatorską przedstawiającą motywy roślinne.
Elewacja tylna kamienicy jest symetryczna, czteroosiowa. W drugiej osi od południa znajduje się klatka schodowa w formie wykuszu, w której występują okna z prostą dekoracją witrażową. Klatka schodowa położona jest centralnie w części zachodniej kamienicy. W niej znajdują się schody dwutraktowe z drewnianymi poręczami i metalowymi balustradami.
Wewnątrz kamienicy ściany są murowane z cegły ceramicznej, zaś pomieszczenia są wykończone w standardzie biurowym. Podłogi pokryte są płytkami ceramicznymi i wykładzinami dywanowymi, zaś sufity są częściowo podwieszane. 
Kamienica podłączona jest do instalacji: elektroenergetycznej, gazowej, wodno-kanalizacyjnej i do sieci centralnego ogrzewania.
Kamienica jest wpisana do rejestru zabytków pod numerem A/1608/95 – ochroną objęty jest cały budynek. Budynek wpisany jest także do gminnej ewidencji zabytków miasta Katowice, a na podstawie przepisów miejscowego planu zagospodarowania przestrzennego uchwalonego 28 maja 2014 roku wytyczono ponadto strefę ochrony konserwatorskiej obejmującą m.in. tę kamienicę.